# Esley
Esley är en kommun i departementet Vosges i regionen Grand Est (tidigare regionen Lorraine) i nordöstra Frankrike. Kommunen ligger i kantonen Darney som tillhör arrondissementet Épinal. År 2022 hade Esley 170 invånare.

## Befolkningsutveckling
Antalet invånare i kommunen Esley
| Referens: INSEE |